# Clinocampsicnemis depuytoraci
Clinocampsicnemis depuytoraci är en tvåvingeart som beskrevs av Vaillant och Jacques Brunhes 1981. Clinocampsicnemis depuytoraci ingår i släktet Clinocampsicnemis och familjen styltflugor.
Artens utbredningsområde är Frankrike. Inga underarter finns listade i Catalogue of Life.